# Beinisvørð
Der Beinisvørð gehört zu den bekanntesten Vorgebirgen auf den Färöern. Es befindet sich an der Westküste von Suðuroy, wo es eine direkt ins Meer abfallende Steilküste bildet.
Der Beinisvørð liegt westlich von Lopra unmittelbar an der Straße nach Sumba. Er erhebt sich nahezu senkrecht aus dem Meer und ist an der höchsten Stelle 469 m hoch.

## Allgemeines

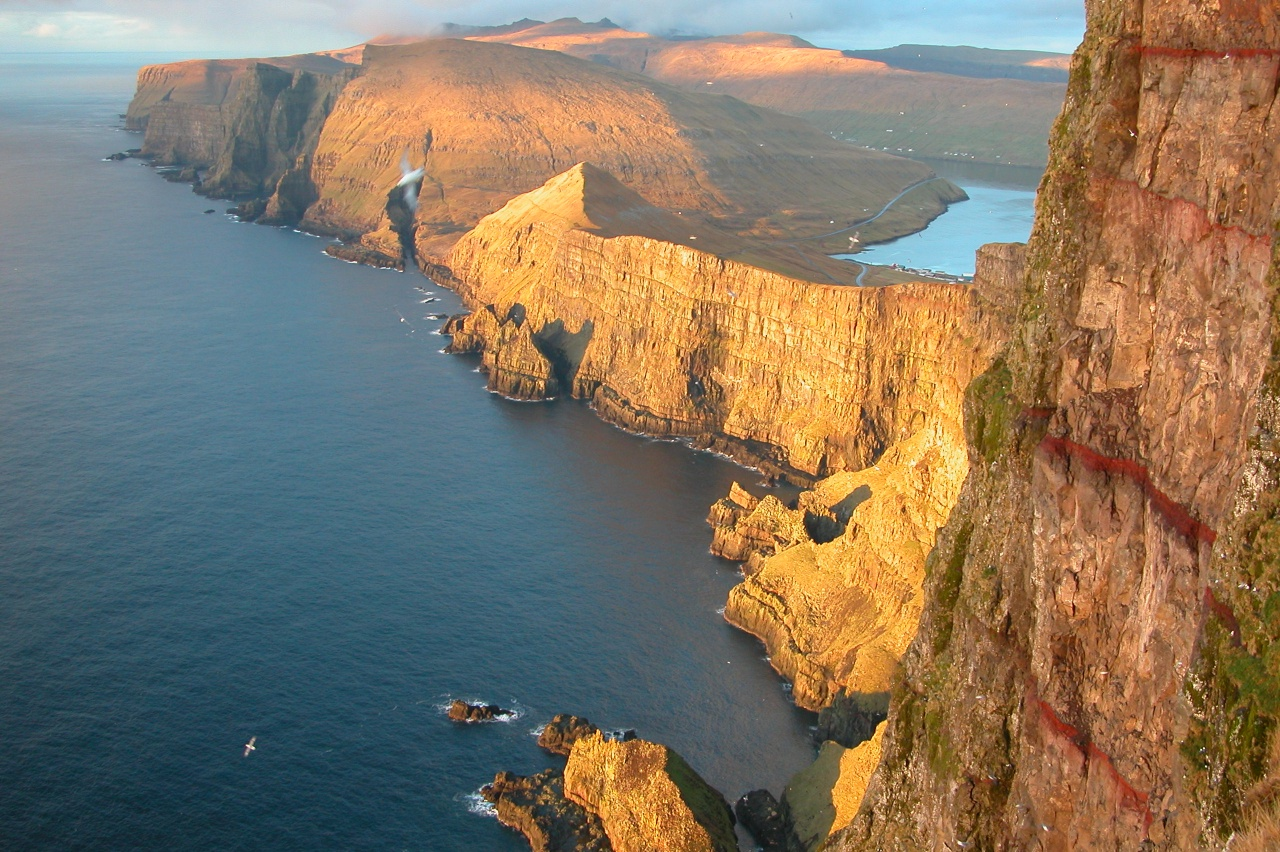
Blick vom Beinisvørð entlang der Westküste nach Norden.

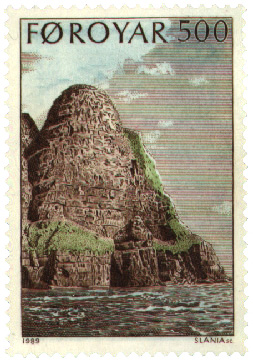
Der Beinisvørð auf einer Briefmarke von 1989

Für die örtliche Bevölkerung war der Beinisvørð aber außer seinem ästhetischen Wert eine bedeutende Ernährungsquelle. Von jeher hatte der Beinisvørð einen herausragenden Platz in der färöischen Vogelwelt, und viele Geschichten von heldenhaften Begebenheiten in Verbindung mit Vogelfang und Eiersammeln in dem Gebirge sind im Umlauf.
Im Jahre 1975 gab es hier einen gewaltigen Bergrutsch, der unzählige Vogelbrutplätze und einen Teil der ursprünglichen Küstenformationen mit sich riss.

## Erwähnungen in Kunst und Kultur
Mehrere Dichter wurden von diesem Kliff inspiriert. In einem Gedicht von Janus Djurhuus (1881–1948) über Nólsoyar Páll (1766–1809), dem  Nationalhelden der Färöer, erhält der Beinisvørð eine symbolische Deutung für den Drang nach nationaler Unabhängigkeit. Von Poul F. Joensen aus Sumba (1898–1970) wird der Beinisvørð in einem seiner Gedichte als der Beschützer des Vaterlandes versinnbildlicht.

## Trivia
- Im Jahr 1989 wurde dem Beinisvørð eine Briefmarke gewidmet
- Als die dänische Königin 2005 die Färöer besuchte, wurde extra für sie eine kleine Holzbrücke gebaut, um den Beinisvørð von der Straße aus besser erreichen zu können.